# يونغينيات الشكل
يونغينيات الشكل (الاسم العلمي:†Younginiformes) هي أصنوفة منقرضة من الزواحف تتبع السوكيات الأصلية.

## التصنيف
- اليونغينات
  - اليونغينة